# Syzygium batadamba
Syzygium batadamba är en myrtenväxtart som beskrevs av André Joseph Guillaume Henri Kostermans. Syzygium batadamba ingår i släktet Syzygium och familjen myrtenväxter.
Artens utbredningsområde är Sri Lanka. Inga underarter finns listade i Catalogue of Life.